# Iliesa Delana
Iliesa Delana (* 2. Dezember 1984 in Naisausau) ist ein ehemaliger fidschianischer Hochspringer im Behindertensport und seit dem 24. September 2014 stellvertretender Minister für Jugend und Sport seines Landes.

## Leben

### Privatleben und Ausbildung
Delana kam im Dorf Naisausau (Provinz Tailevu, Central Division) zur Welt. Im Alter von drei Jahren verlor er sein linkes Bein im Zuge eines Busunfalls. Er besuchte das Cuvu College in Sigatoka und studierte anschließend am Fiji Institute of Technology in der Hauptstadt Suva Sportwissenschaft.

### Sportliche Karriere
Während seiner Zeit am College begann er – nach Ermutigung durch einen britischen Ehrenamtlichen – Leichtathletik zu trainieren. Aufgrund seiner Bein-Behinderung trat Delana in der Klassifizierungsgruppe F42 an.
Schon bald konnte er erste Erfolge feiern, etwa den Sieg beim Habafaki-Meeting in Japan 2000. Er sicherte sich 2007, 2009 und 2011 die Goldmedaille im Hochsprung bei den Para-Wettbewerben dreier aufeinanderfolgender Austragungen der Arafura Games im australischen Darwin. Im November 2006 siegte er zudem bei der neunten Ausgabe der FESPIC Games (Far East and South Pacific Games for the Disabled) in der malaysischen Kuala Lumpur. Seine sportlich erfolgreichste Zeit lag da allerdings noch vor Delana.
Er qualifizierte sich für die Leichtathletik-Weltmeisterschaften der Behinderten 2011, die im Januar in der neuseeländischen Stadt Christchurch ausgerichtet wurden. Dort belegte er hinter dem Chinesen Weizhong Guo den zweiten Platz. Dadurch war er automatisch auch für die Paralympischen Sommerspiele 2012 in London qualifiziert. Als einziger Vertreter seines Heimatlandes trug er bei der Eröffnungsfeier die Flagge Fidschis ins Olympiastadion. Am 3. September jenes Jahres übersprang er 1,74 Meter und stellte damit einen neuen ozeanischen Rekord auf. Zwar überquerten auch zwei andere Athleten diese Höhe – Delana war jedoch mit der höchsten Marke aller Teilnehmer in den Wettbewerb eingestiegen und hatte sich zudem bei seinen vier Sprüngen keinen einzigen Fehlversuch geleistet. Somit gewann er die Goldmedaille und wurde zum ersten ozeanischen Sieger bei Paralympischen Spielen überhaupt.

### Ehrungen
Nach seiner Rückkehr aus London wurde Iliesa Delana in Fidschi von tausenden begeisterter Einwohner empfangen. Staatspräsident Epeli Nailatikau und Premierminister Frank Bainimarama beglückwünschten ihn und priesen ihn als nationale Ikone. Nailatikau führte weiterhin aus, Delana habe dem Land „ein Gefühl von Einheit und Stolz [gegeben] […], so überaus notwendig zu diesem Zeitpunkt und im Streben nach demokratischer Regierungsgewalt.“ Damit spielte er auf die andauernden politischen Querelen seit einem Staatsstreich im Jahr 2000 an. Während eines Umzuges durch die Hauptstraßen von Suva wurde Delana mit militärischen Ehren und einer traditionellen Zeremonie gefeiert, wie sie sonst nur Staatsgästen zuteilwerden.
Ende Januar 2013 übergab die Regierung Delana ein neu gebautes Haus als Anerkennung seiner Leistungen. Etwa zeitgleich wurde er von der Fiji Association of Sports and National Olympic Committee (FASANOC) in die Fiji Sports Hall of Fame aufgenommen. Am 18. September 2013 gab die fidschianische Zentralbank eine Gedenkmünze zu 50 Cent mit seinem Konterfei heraus. Darüber hinaus wurde Delana mit dem Order of Fiji – dem höchsten nationalen Verdienstorden – ausgezeichnet.

### Politische Tätigkeit
Bei der Parlamentswahl am 17. September 2014 trat er für die später siegreiche, klassisch liberale Partei FijiFirst an. Mit 906 Stimmen wurde er als Abgeordneter in das Parlament gewählt. Eine Woche darauf ernannte man ihn im Kabinett von Premierminister Frank Bainimarama zum stellvertretenden Minister für Jugend und Sport.
Während der Paralympischen Sommerspiele 2016 in Rio de Janeiro war Delana als Funktionär an einigen Medaillenzeremonien für Wettkämpfe der Leichtathletik beteiligt.